# BMW CE 04
La BMW CE 04 è uno scooter elettrico prodotto dal 2022 dalla casa motociclistica tedesca BMW Motorrad.

## Storia e contesto

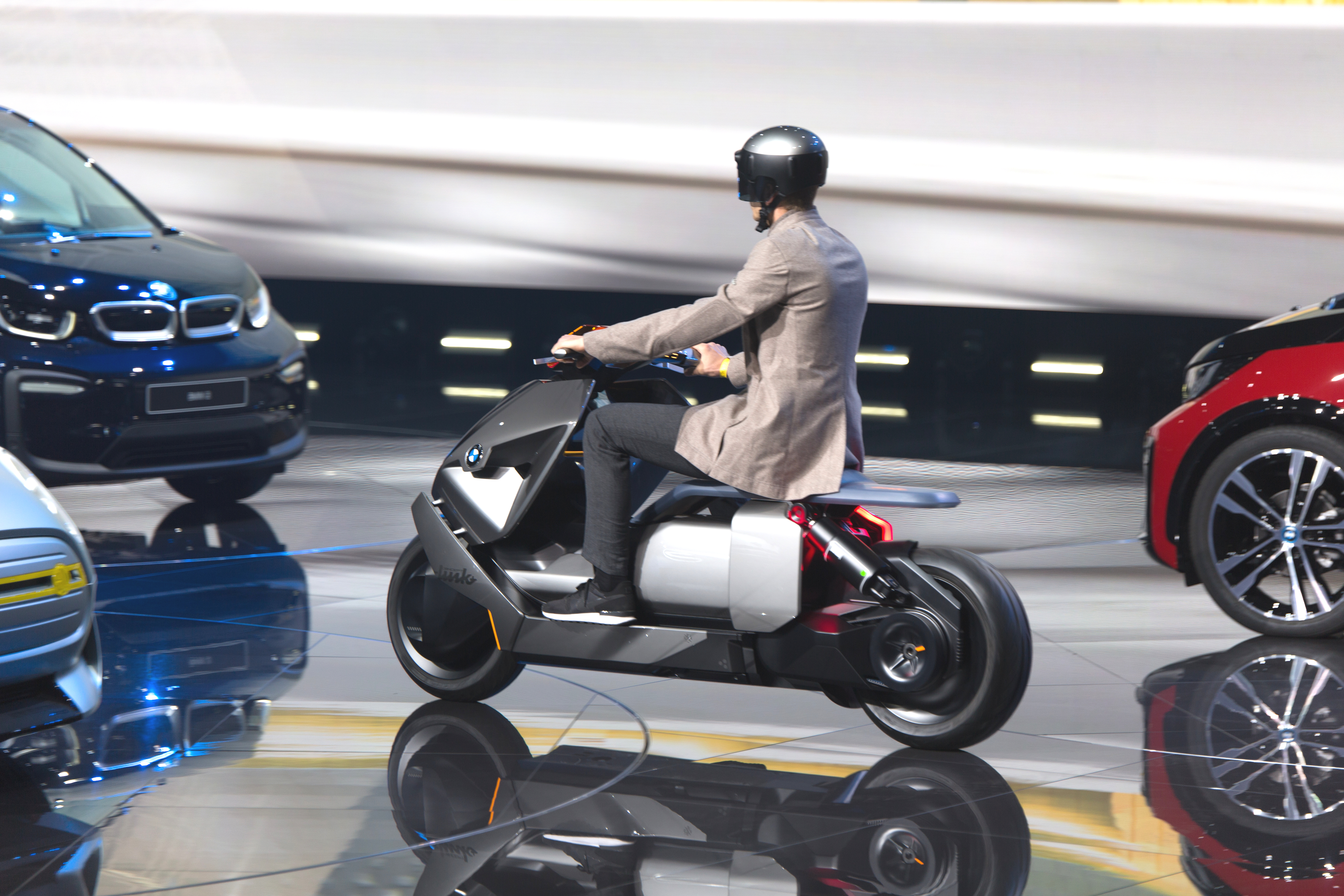
BMW Concept Link al salone di Francoforte 2017

Lo scooter è stato anticipato da due concept. Il primo chiamato Concept Link ha debuttato anteprima a fine maggio 2017 al Concorso d'eleganza Villa d'Este sul Lago di Como.
Il secondo concept chiamato Definition CE 04 è stato mostrato nel novembre 2020 durante l'evento "Next/Gen 2020" organizzato dalla BMW. Nel marzo 2021, sono trapelate sul web le prime immagini dei disegni e dei brevetto che raffiguravano la versione di produzione della CE 04, con pochissime modifiche rispetto ai precedenti concept Concept Link e Definition.
La versione definitiva per la produzione in serie è stata presentata ufficialmente a luglio 2021. La dicitura "04" nel nome si riferisce alla categoria di mercato in cui si inserisce la moto, ovvero quella dei cosiddetti "scooteroni" a benzina con cilindrata di 400 cm³.

## Tecnica e meccanica
Il propulsore della CE 04 è costituito da un motore elettrico sincrono a magneti permanenti con raffreddamento a liquido, derivato dalle autovetture BMW. Infatti quest'ultimo è una versione depotenziata e semplificata di quello già utilizzato nei modelli ibridi plug-in BMW X3 xDrive 30e e BMW 225xe, che sulla CE 04 genera una potenza di picco pari a 42 CV (31 kW) e 62 Nm di coppia. La velocità massima è autolimitata a 121 km/h.
Il motore elettrico è montato sul telaio e non direttamente sul forcellone come avveniva per la precedente C Evolution, con l'obiettivo di ridurre le masse non sospese. Il moto generato dall'unità elettrica viene trasferito alla ruota mediante una trasmissione a cinghia dentata. Sono disponibili tre modalità di guida (Eco, Rain e Road), che vanno ad agire sulla risposta dell'acceleratore e sulla frenata rigenerativa.
Lo scooter è alimentato da una batteria agli ioni di litio dal voltaggio di 147,6 V, con una capacità di 60,6 Ah/8,9 kWh (quelli realmente utilizzabili sono 8,5). La batteria è collegata a una piastra di raffreddamento dotata di alette, che consentono di dissipare il calore attraverso l'aria. L'autonomia stimata è di circa 130 km secondo il ciclo di omologazione WLTP. La ricarica può essere effettuata mediante una presa CA fino a 6,9 kW, con una stima dei tempi di ricarica per passare dallo 0% al 100% in circa 4 ore e 20 minuti utilizzando una presa CA da 2,3 kW e di 1 ora e 40 minuti con presa da 6,9 kW.
Il CE 04 è dotato di un sistema frenante composto all'anteriore da due dischi da 265 mm di diametro con pinze fisse a 4 pistoncini, mentre al posteriore è dotata da un disco singolo da 265 mm con pinza flottante a pistoncino singolo. La moto calza pneumatici da 120/70R15 all'avantreno e 160/60 R15 al retrotreno. Di serie è disponibile un sistema antibloccaggio a due canali della Bosch; come optional, è disponibile un sistema ABS Pro più evoluto dotato di un sensore che attraverso l'inclinazione della moto in curva regola automaticamente la forza frenante.